# 蘇珊娜·馮·納特修斯

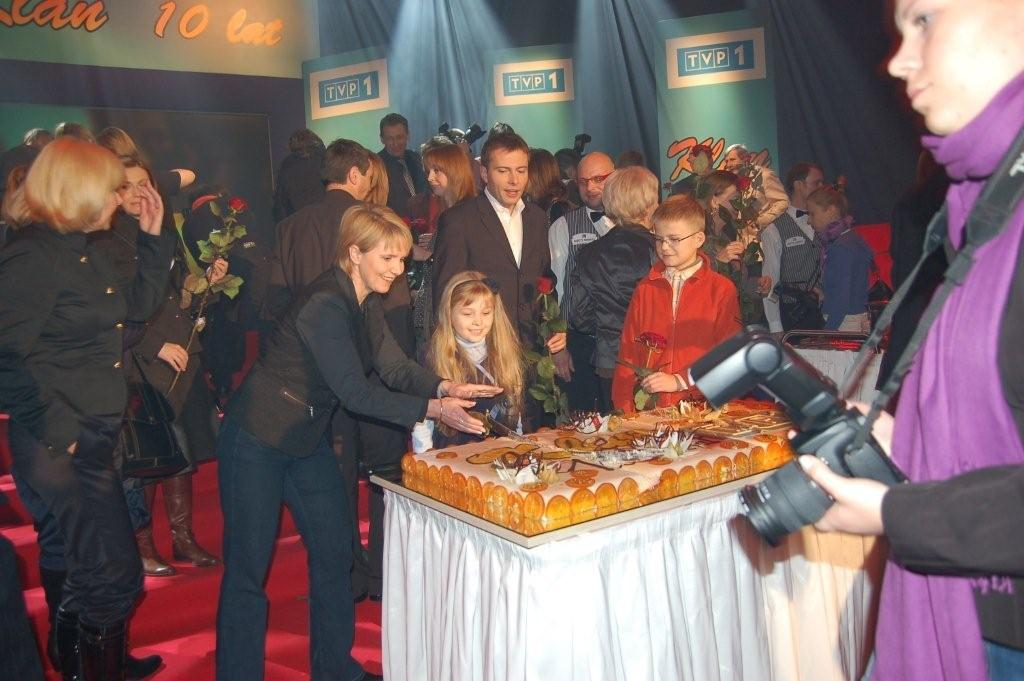
蘇珊娜·馮·納特修斯在波蘭電視劇《Klan》10週年紀念日切蛋糕(2007年11月14日)

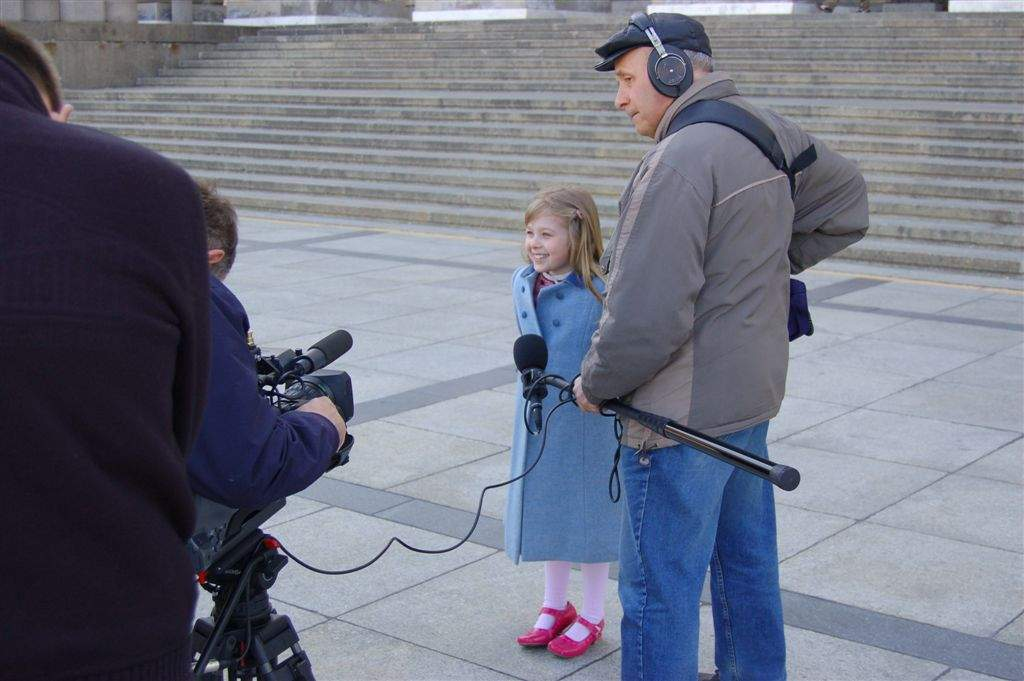
受訪畫面 (2007年4月22日)

蘇珊娜·馮·納特修斯（Suzanna von Nathusius，2000年4月12日—），波蘭女演員。童星出身，3歲時即參與電視廣告拍攝，7歲時，她參與BBC紀錄片《奧斯威辛集中營：納粹和“最終解決方案”》的拍攝。2004年，她開始在波蘭電視連續劇《Klan》演出，這是波蘭歷史最悠久的電視連續劇之一。

## 個人生活
蘇珊娜的父親是德國人，母親是波蘭人。她同時擁有德國和波蘭公民身份。她於華沙的一所天主教學校就讀。

## 外部連結
- Suzanna von Nathusius在互联网电影资料库（IMDb）上的資料（英文）
- FilmPolski.pl – Listing of Polish actors at the Film University in Łodz （页面存档备份，存于） (in Polish)
- FilmWeb.pl （页面存档备份，存于） - Database: Commercials and movies